# The Invisible Boy
The Invisible Boy (bra: O Menino Invisível; prt: O Rapaz Invisível) é um filme estadunidense de ficção científica de 1957 dirigido por Herman Hoffman e estrelado pelo astro-mirim Richard Eyer. Sua estréia ocorreu em  outubro de 1957.
Em Portugal, o filme teve a sua primeira exibição no dia 15 de janeiro de 1985, na Cinemateca Portuguesa, como parte dum ciclo de cinema dedicado à ficção científica, chamado 1984: O Futuro é já Hoje?.

## Sinopse
A história se passa no século 23 entre o garoto Timmie Merrinoe (Richard Eyer) e um robô (Robby de Forbidden Planet) que esta prestes a ser descartado. Utilizando um  supercomputador para dar nova vida a Robby, este computador domina os chips deste com a finalidade de dominar o mundo através de um satélite militar.

## Elenco
- Richard Eyer....Timmie Merrinoe;
- Philip Abbott.... Dr. Tom Merrinoe;
- Diane Brewster....Mary Merrinoe;
- Robby - O Robô....Robby;
- Harold J. Stone....Gen. Swayne;
- Robert H. Harris....Prof. Frank Allerton